# Estació de Beteró
L'estació de Beteró és una estació de ferrocarril localitzada al barri de la Carrasca (districte d'Algirós) de València i que forma part de la línies 4 i 6 de l'operador Metrovalència. L'estació pertany a la zona tarifària A de Ferrocarrils de la Generalitat Valenciana (FGV) i l'Autoritat de Transport Metropolità de València (ATMV). L'adreça oficial de l'estació és l'avinguda dels Tarongers, número 21.

## Història

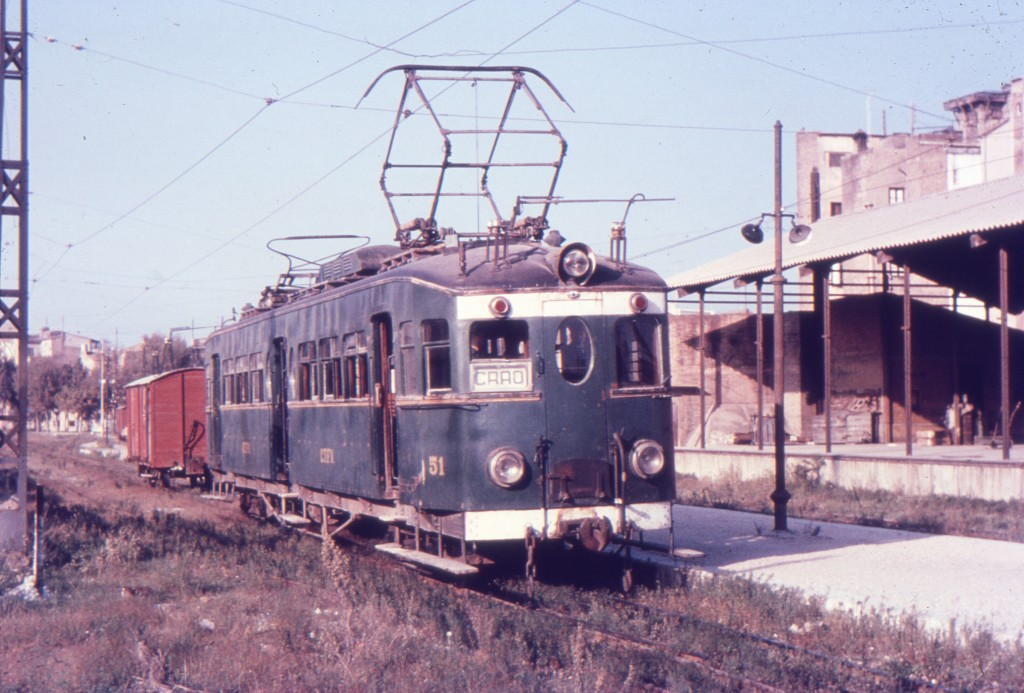
Sèrie 50 de CTFV amb destinació Grau a l'estació de Termes (ca. 1960)

L'estació de Beteró fou inaugurada el 21 de maig de 1994 amb el nom de "Serrería" com a part de la nova línia 4 de Metrovalència sobre el recorregut de l'antiga línia de València al Grau, construïda el 1892 i desballestada en estat quasi ruinós el 1990. Tot i no existir abans l'actual estació, el traçat de la línia al Grau creuava en superfície amb la línia València-Tarragona d'ample ibèric on avui dia s'hi troba l'estació.
El 27 de setembre de 2007, amb l'obertura de la línia 6 de Metrovalència que connecta Torrefiel amb el Grau de València, l'estació començà a rebre els nous tramvies de la nova línia. L'any 2021, FGV canvià el nom de 23 estacions; entre d'elles, Serrería, que passà a dir-se "Beteró".

## Distribució

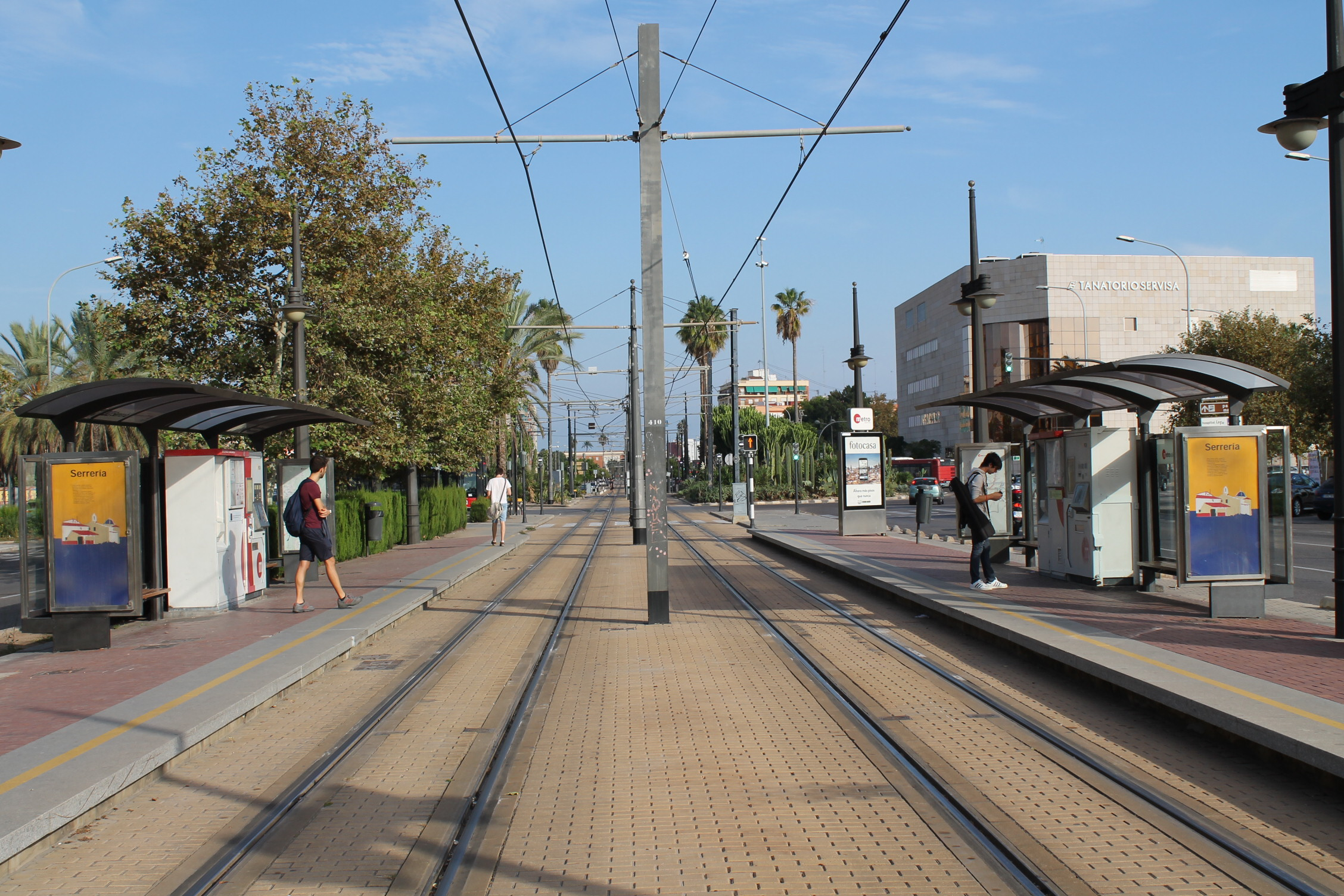
Visió general de l'estació (2016)

La morfologia de l'estació, en superfície, és de dues vies paral·leles amb dues andanes a cada banda, també paral·leles. Les andanes no compten amb mampares de seguretat. Com a cada estació, a les andanes s'hi troba una xicoteta zona d'espera per a viatjers abillada amb bancs i màquines de venta de bitllets. L'estació està preparada per al servici a persones invidents, sordes i discapacitades físiques.
L'estació és de lliure accés en ser en superfície. S'hi troba localitzada a l'intersecció entre l'avinguda dels Tarongers i el carrer de Serrería o de l'Asserradora, del qual va dur el nom originalment. A 700 metres s'hi troba l'estació del Cabanyal, gestionada per Adif, on s'hi pot prendre les línies C-5 i C-6 de la xarxa de rodalia de València i els trens de Mitjana Distància Renfe. L'estació connecta amb les línies d'autobús urbà de l'Empresa Municipal de Transports de València (EMT).

### Línies
| Procedència/Destinació          | <                      | Línia | >         | Procedència/Destinació |
| ------------------------------- | ---------------------- | ----- | --------- | ---------------------- |
| Mas del Rosari/Fira de València | Tarongers-Ernest Lluch |       | la Cadena | Doctor Lluch           |
| Tossal del Rei                  | Tarongers-Ernest Lluch | ...   | la Cadena | Marítim                |